# Parcul Național Lauca

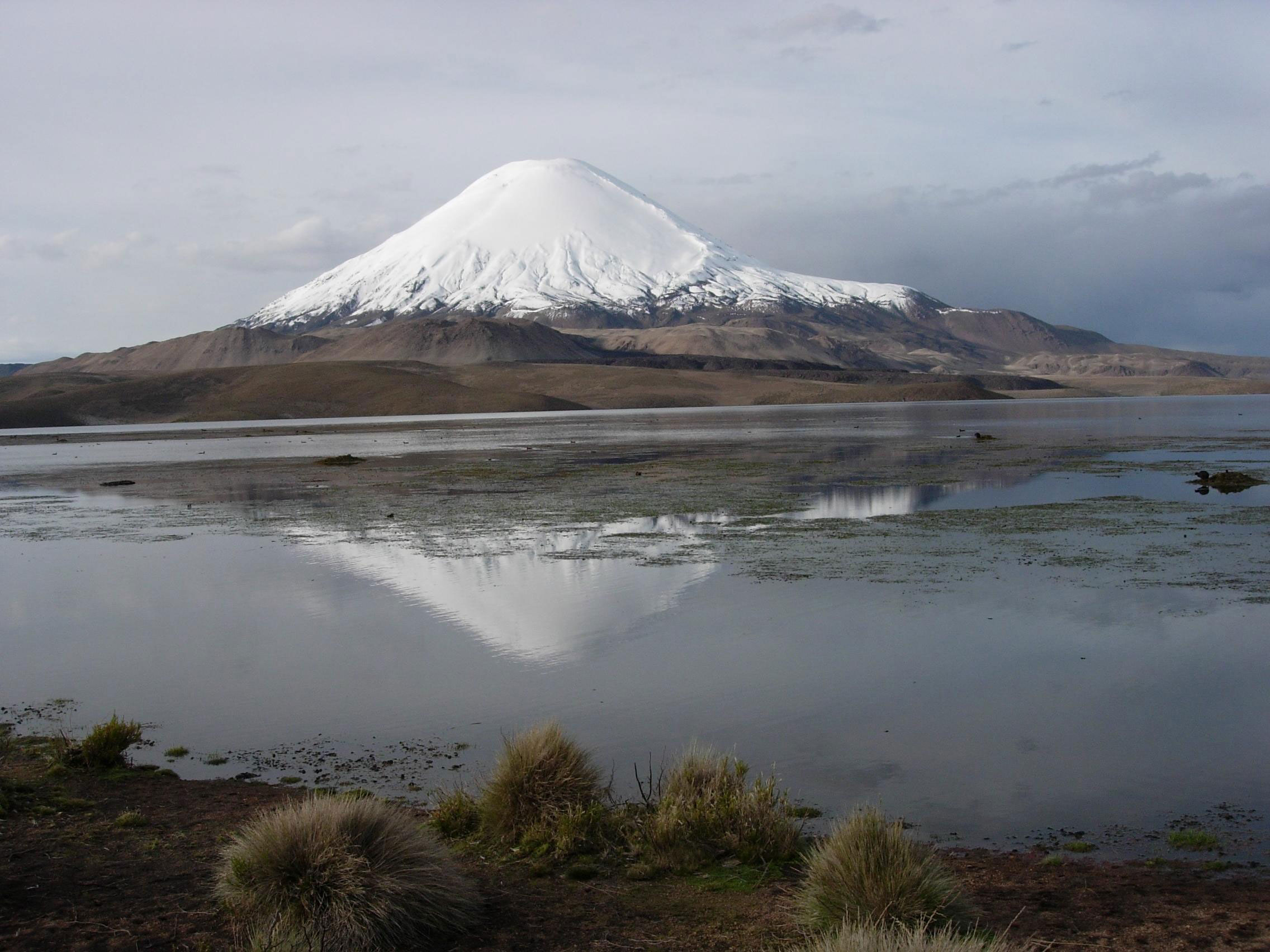
Vulcanul Parinacota

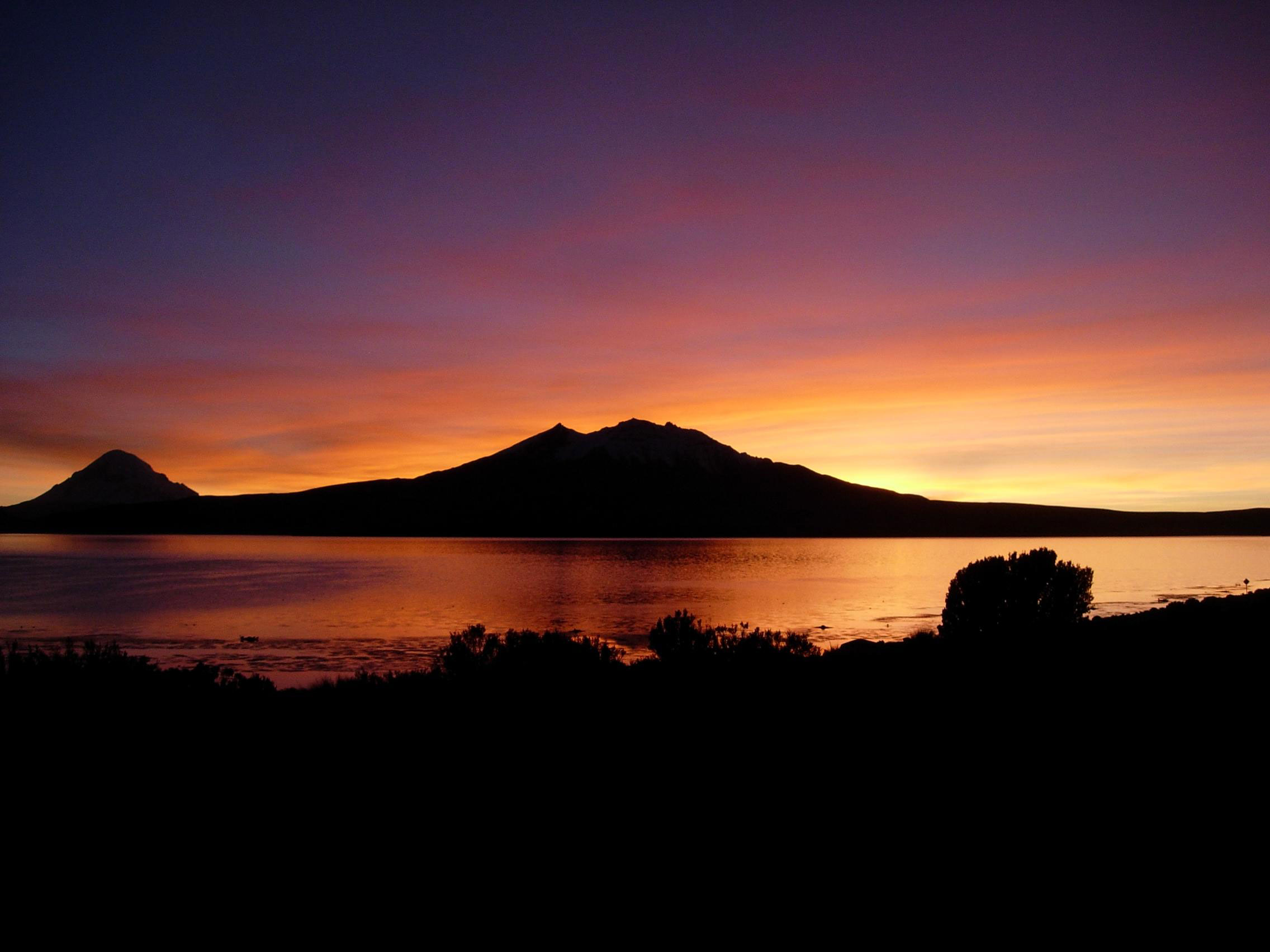
Lago Chungará (Lacul Chungará)

Parcul Național Lauca (span. Parque Nacional Lauca) este parcul național cel mai nordic din Chile fiind în același timp rezezervație biologică UNESCO. El este amplasat la 12 km est de localitatea Putre din regiunea Tarapaca de la granița cu Bolivia. Regiunea este pregnată de apropierea de Anzii Cordilieri, parcul fiind situat la o altitudine între  2800 și  4000 m, în parc găsindu-se munți și vulcani ce ating altitudinea de 6.300 m deasupra n.m.. Astfel se pot enumera o serie de vulcani cu înălțimea peste 6000 m de m:
- Volcán Parinacota cu 6342 m alt.
- Volcán Pomerape cu 6286 m alt.
- Volcán Guallatire cu 6071 m alt.
- Cerro Acotango cu 6052 m alt.

In apropierea vulcanilor se află lacul Lago Chungará situat la altitudinea de 4.520 m deasupra n.m. Lacul ocupă suprafața de  21 km². In regiunea Jurasi venau indigenii la izvoarele termale. In regiunea de sud a parcului se află o serie de izvoare termale și la altitudinea de  4245 m deasupra n.m. lacul  sărat „Salar de Surire”, unde trăisc un număr mare de flamingo, vicunia, guanaco, condori și lama. In parc trăiesc ca. 130 de specii de animale.
| Date generale despre parc întemeiat = 1965 suprafața = 1370 km² altitudine = 2800 - 4000 m râuri = Río Lauca și Río Lluta centru administrativ = satul Parinacota |